# بوبي ليوبولد
بوبي ليوبولد (بالإنجليزية: Bobby Leopold)‏ هو لاعب كرة قدم أمريكية أمريكي، ولد في 18 أكتوبر 1957 في بورت أرثر في الولايات المتحدة.

## وصلات خارجية
- بوبي ليوبولد على موقع مرجع كرة القدم المحترفة.كوم (الإنجليزية)